# Wildia solmsiellacea
Wildia solmsiellacea là một loài rêu trong họ Erpodiaceae. Loài này được Müll. Hal. & Broth. mô tả khoa học đầu tiên năm 1891.